# پشت‌تنگ فیروزآباد
پشت‌تنگ فیروزآباد ، روستایی از توابع بخش فیروزآباد شهرستان سلسله در استان لرستان ایران است.
گویش مردم این روستا لکی و مذهب آنان شیعه است.

## جمعیت
این روستا در دهستان فیروزآباد قرار دارد و بر اساس سرشماری مرکز آمار ایران در سال ۱۳۹۵، جمعیت آن ۹۱ نفر بوده که ۴۵ نفر مرد و ۴۶ نفر زن بوده اند. روستای پشتتنگ فیروزآباد دارای ۲۰ خانوار می باشد.